# Tatra K3R-NT
Tatra K3R-NT — трамвай виробництва ЧКД. Є модернізацією трамваїв Tatra T3 або Tatra K2. Трамваї створювалися у кількох модифікаціях: KT3UA, Tatra KT3R, Tatra K3R-N та Tatra K3R-NT. Трамваї експлуатуються в Брно, Плзені, Москві, Києві та Кривому Розі.

## Конструкція
Трамвайний вагон типу KT3 — восьмивісний, трисекційний трамвайний вагон. Трамвайні вагони можуть експлуатуватися як в одновагонному виконанні, так і об'єднуватися у двовагонні потяги, що керуються з одного поста за системою багатьох одиниць.
У вагона є два зовнішні та два внутрішні візки, що відрізняються лише виконанням люльки та посадкою кузова вагона. Візки двомоторні з уздовж поміщеними двигунами, кожен двигун за допомогою карданного валу з'єднаний з осьовим редуктором. У тягових двигунів є власні вентилятори, що нагнітають, охолоджувальне повітря насмоктується з боковини вагона. Ресорне підвішування з кручених сталевих пружин з гумовими кінцевими упорами доповнено гідравлічними амортизаторами, поміщеними між люлькою та поздовжніми балками.
Редуктори двоступінчасті, забезпечені циліндричною та конічною зубчастою передачею. Складовою частиною візка є механічне дискове гальмо, розташоване на валу двигуна та електромагнітне рейкове гальмо. Колія: 1435 мм, 1524 мм.
KТ3 створений на основі K2 і Т3, має 3 секції та 5 дверей по один бік, є низькопідлогова секція для маломобільних. Всього побудовано 25 екземплярів, 4 з оригінальними буферними ліхтарями, які дісталися у спадок від Т3.

## Експлуатація

### Київ
Надходили в Київський трамвай та швидкісний трамвай. З 2004 по 2012 всього надійшло 14 вагонів.
1. 401, побудований у 2004 році працює на маршрутах Швидкісного трамвая;
2. 402, побудований у 2008 році, працює на маршрутах Дарницького депо;
3. 403, збудований у 2009 році (згорів)[1];
4. 404, побудований у 2009 році, працює на маршрутах Дарницького депо;
5. 405, побудований у 2009 році, працює на маршрутах Дарницького депо;
6. 406, побудований у 2009 році, працює на маршрутах Швидкісного трамвая;
7. 407, побудований у 2009 році, працює на маршрутах Швидкісного трамвая;
8. 408, побудований у 2010 році, працює на маршрутах Дарницького депо;
9. 409, побудований у 2010 році, працює на маршрутах Швидкісного трамвая;
10. 410, побудований у 2011 році, працює на маршрутах Швидкісного трамвая;
11. 411, побудований у 2011 році, працює на маршрутах Дарницького депо;
12. 412, побудований у 2011 році, працює на маршрутах Швидкісного трамвая;
13. 413, побудований у 2012 році, працює на маршрутах Швидкісного трамвая;
14. 414, побудований у 2012 році, працює на маршрутах Дарницького депо.

У 2018—2019 році з депо імені Шевченка було передано до Дарницького депо 6 трамваїв KТ3.

### Плзень
У Плзень було поставлено 4 вагони. Усі вагони працюють у депо Slovany.
1. 311-314, побудовані у 2006 році, всі вагони в робочому стані, модернізація трамваїв Tatra T3.

### Брно
У Брно поставлено 4 вагони, модернізація трамваїв Tatra K2 і Tatra T3.
1. 1751-1752, модернізація трамваїв K2;
2. 1753-1754, модернізація трамваїв T3.

### Кривий Ріг
Було поставлено 2 поїзди  КТ3UA.
1. 067, побудований у 2005 році, працює на маршруті 2М Криворізького метротрамваю;
2. 068, побудований у 2009 році, працює на маршруті 2М Криворізького метротрамваю.

### Москва
KT3R («Кобра») (№ 30699, депо ім. Апакова) — зібраний на ТРЗ на базі двох кузовів T3 (поставлених із Чехії), має 2 вузли зчленування та середню низькопідлогову секцію. Трамвай збудовано у 2007 році.
1. 0255, проходив випробування, пізніше був перенумерований 2255;
2. 2255, після зміни номера 17 травня 2008 року вийшов на маршрут 17, пізніше поміняв номер на 2300;
3. 2300;
4. 30699, теперішній номер, зараз трамвай знаходиться у Музеї.

## Світлини

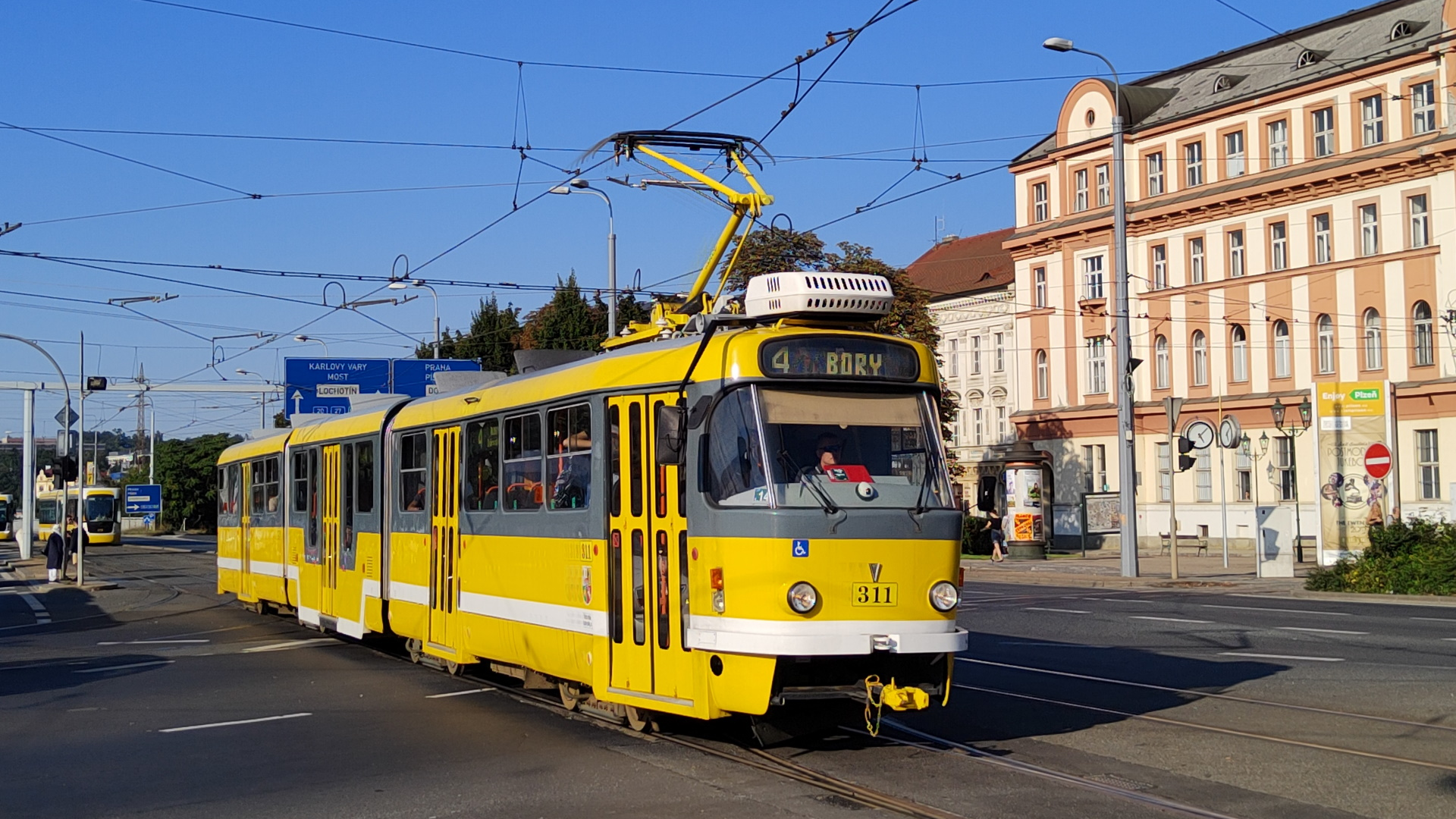
Tatra K3R-NT в Пльзені
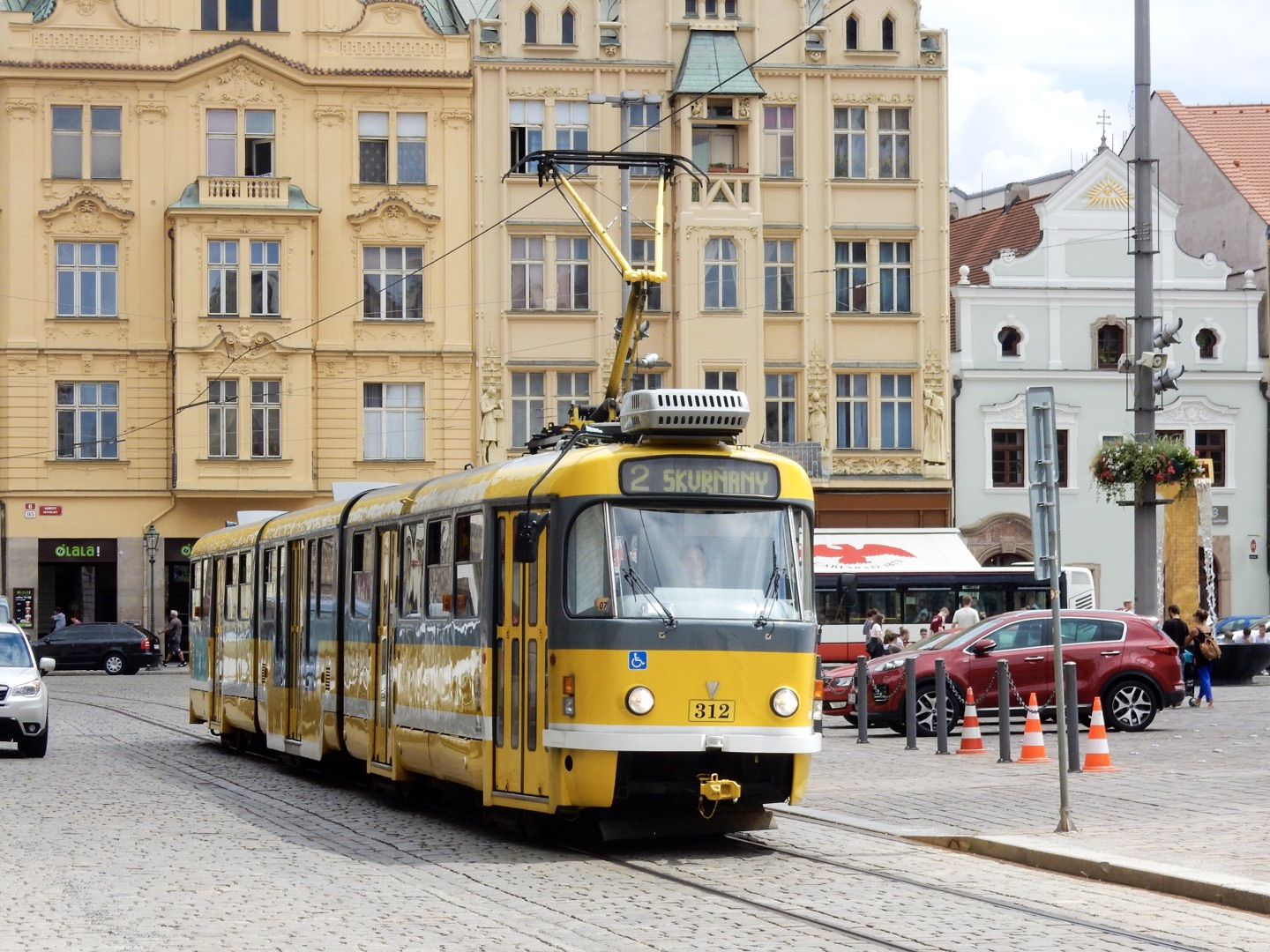
Tatra K3R-NT в Пльзені
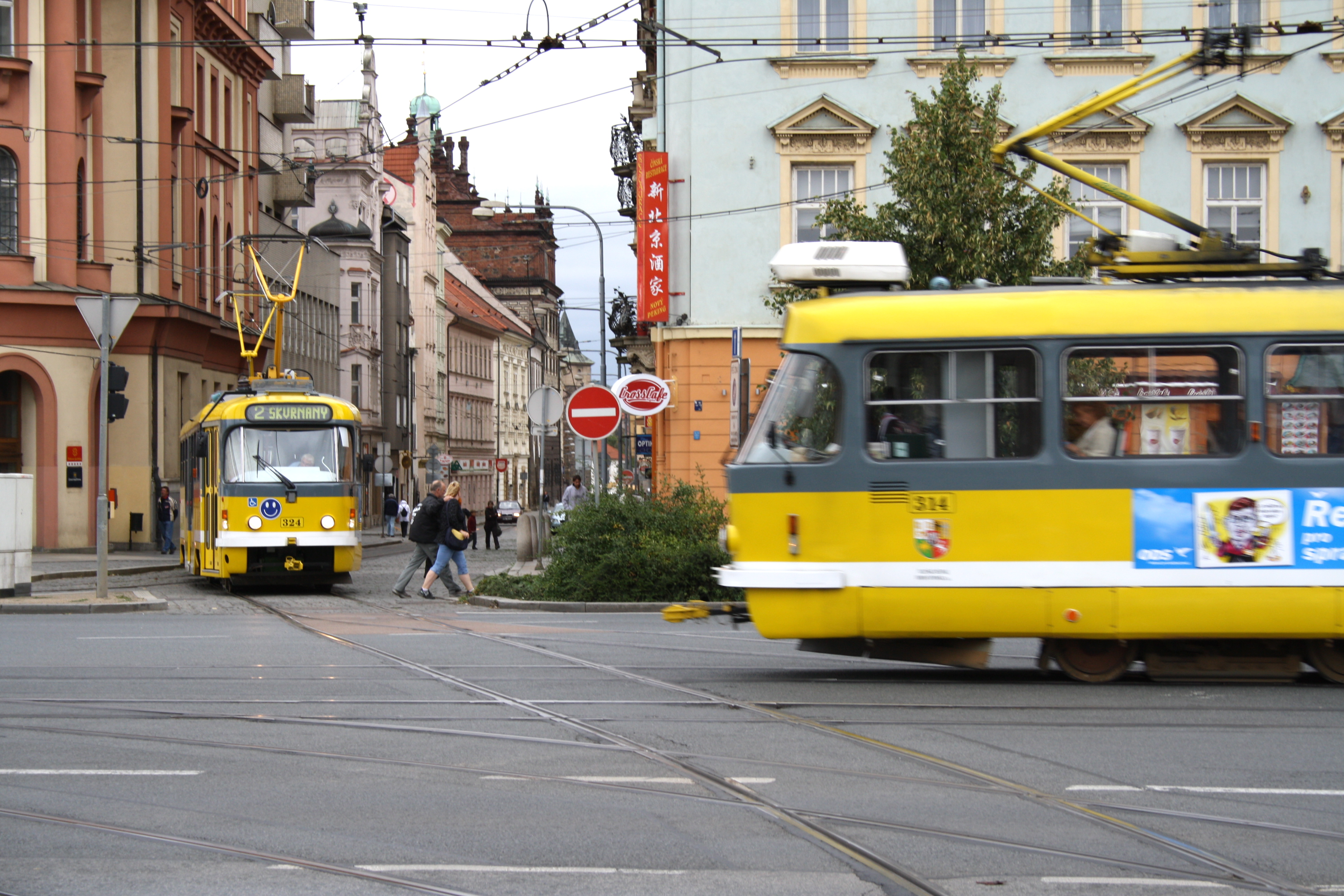
Tatra K3R-NT в Пльзені
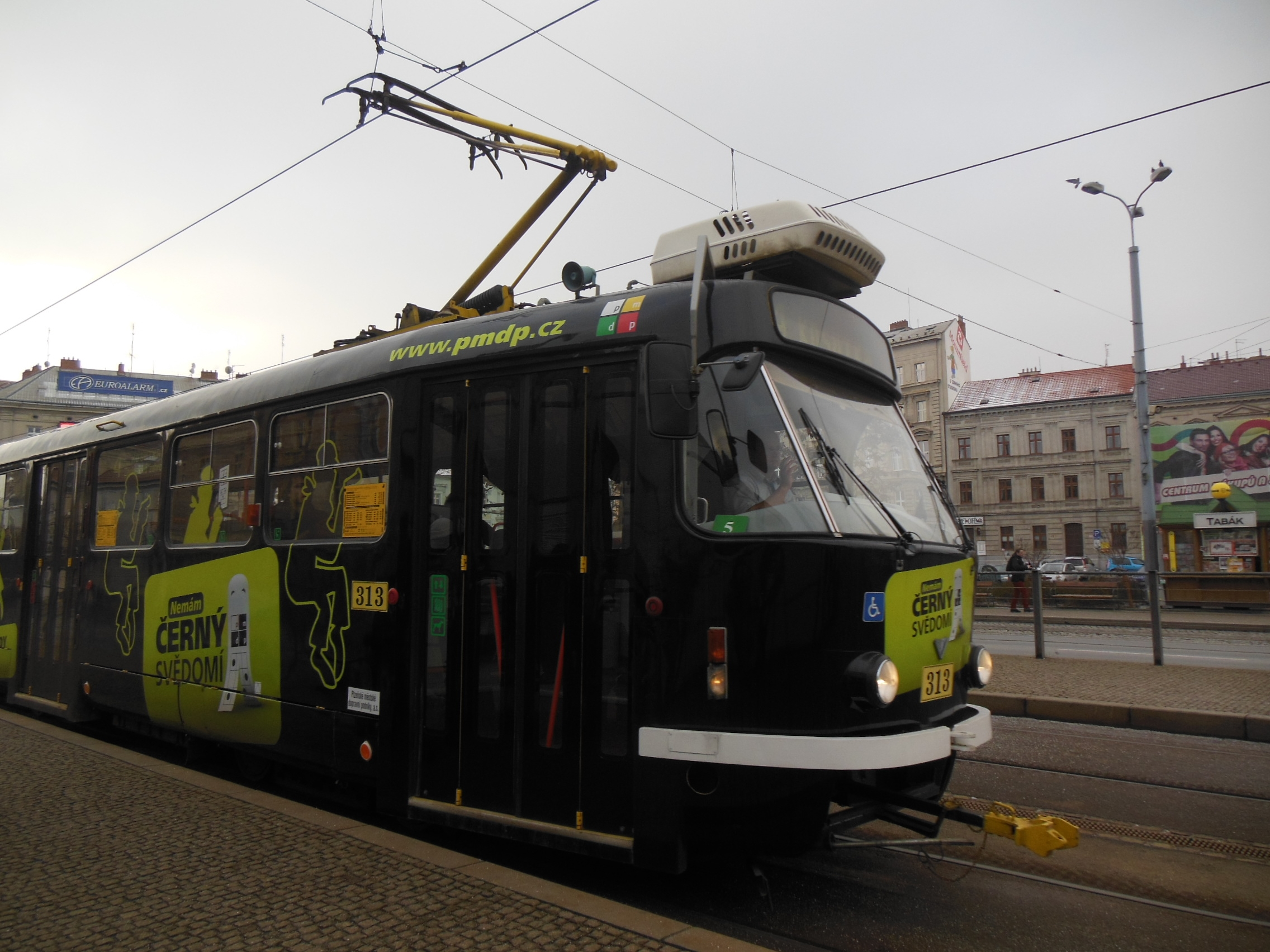
Tatra K3R-NT в Пльзені